# Sjihaab al-Dien Yahya al-Sohrawardi
Sjihaab al-Dien Yahya al-Sohrawardi (alternatieve schrijfwijze: Shihāb al-Din Yahya al-Suhrawardi; Sohraward, 1155 – Aleppo, 29 juli 1191) was een Perzisch islamitisch filosoof en grondlegger van het illuminationisme. Hij bekritiseerde het aristotelisme en probeerde soefidoctrines te combineren met neoplatoonse ideeën. In zijn denken was hij voorts beïnvloed door het zoroastrisme, Ibn Siena en het stoïcisme. In 1191 werd hij in Syrië door rechtsgeleerden aangeklaagd wegens vermeende onorthodoxie en geëxecuteerd. Al-Sjahrazoeri schreef zijn biografie. Hij wordt ook wel 'de terechtgestelde' en 'de martelaar' genoemd, en in Iran bleef hij de grootste autoriteit na Ibn Siena.

## Leven
Al-Sohrawardi reisde en debatteerde veel, en er werden diverse wonderen aan hem toegeschreven. Zijn levenswijze werd niettemin geïnspireerd door soefistische ascese. Hij studeerde in Maraagha en bij zijn verblijf in Isfahan leerde hij het denken van Ibn Siena kennen. Gedurende zijn leven verbleef hij in hoge kringen, en was hij enkele jaren de gast van de vorsten van de Seltsjoeken in Diyarbakir, en vervolgens in Aleppo bij al-Malik al-Zaahir, de zoon van Saladin met wie hij bevriend werd. Na door rechtsgeleerden (oelamaa) beschuldigd te zijn van afvalligheid door zich bijvoorbeeld boven de sjaria te stellen, werd hij ter dood gebracht in opdracht van Saladin. Als filosoof kreeg hij verscheidene volgelingen.

## Leer
Al-Sohrawardi schreef over logica, fysica en metafysica, maar nauwelijks over politiek en ethiek. Hij werkte zijn filosofie uit in een omvangrijk oeuvre, daarbij naar eigen zeggen soms geholpen door de heilige geest. Hij schreef drie systematische werken, de Tegenstellingen (Moeqaamawaat), Wegen en rustplaatsen (al-Masjaari wa'l-moetaarahaat) en het Boek van de suggesties (Kitaab al-talwiehaat). Daarnaast schreef hij gebeden, samenvattingen van zijn filosofie en enkele allegorieën voor het bredere publiek. Zijn hoofdwerk was echter de Verlichtingswijsheid of Oriëntaalse wijsheid (Hikmat al-isjraaq). Onderzoekers interpreteren isjraaq (of: ishraq) als 'oosters' in de zin van 'verlichting'. In navolging van Ibn Siena veronderstelde al-Sohrawardi een oriëntaalse filosofie en nam hij aan dat er een overlevering van wijsheid had bestaan van Zarathustra naar Hermes Trismegistus en vervolgens Plato. Vanaf de 16e eeuw werd deze notie in Europa prisca theologia genoemd. Die verlichtingswijsheid legde de nadruk op mystiek weten, waartoe rationele filosofie slechts een eerste stap was. Hiermee droeg al-Sohrawardi bij aan een tweedeling onder de filosofen tussen de 'oostersen' en de aristotelianen.
In het Boek van de suggesties beschrijft al-Sohrawardi hoe mystieke, individuele ervaringen belangrijker zijn dan discursief denken, en dat soefisme en filosofie hand in hand kunnen gaan. Alle ware kennis begint met zelfkennis, en die zelfkennis kan niet berusten op algemene begrippen of universalia die met andere mensen gedeeld kunnen worden. Men kent het zelf niet zoals men een object in de omgeving kent, want object en subject vallen in het zelf samen. Dit is 'aanwezigheid', en aanwezigheidskennis is intuïtieve kennis van het Ding an sich.
De uitwerking van deze filosofie gebeurt vooral in de Verlichtingswijsheid, waarin al-Sohrawardi de traditionele aristotelische logica verwerpt en vervangt door zijn filosofie van de verlichting en het licht, dat geïnspireerd is door het zoroastrisme en dat een meer stoïsche logica volgt. Isjraaq verwees naar wijsheid, verlichting en reflectie op het zijnde, waar men toe kwam door bewustwording. Licht betekende niet enkel het fysieke licht in de materiële (sensibele) wereld, maar ook de openbaring van inzicht in de geestelijke (intelligibele) wereld. Licht is duidelijker (zaahir) dan wat dan ook en behoefde volgens hem geen uitleg. Bestaan (het zijnde) viel volgens al-Sohrawardi moeilijk te definiëren, maar kon net als licht wel direct ervaren worden. Deze inzichten zouden bekend zijn geweest bij de neoplatonisten en de pre-islamitische wijsgeren (Magi) van Perzië.
Logica gold als slechts een hulpmiddel en was geen deel van de filosofie, omdat logica middels taal slechts noties beschreef, en geen werkelijke dingen kon omschrijven of vatten. Al-Sohrawardi was dan ook een nominalist die universalia verwierp. Ook bestond volgens hem geen een-op-eenrelatie tussen betekenissen, woorden en de dingen waar die naar verwezen. Aristoteles' stelling dat een definitie de essentie van een ding vat, verwierp hij. Een omschrijving van een ding kon in potentie eindeloos zijn bij gebrek aan zekerheid over wat allemaal essentiële eigenschappen van een bepaald ding kunnen zijn. Daarom stelde de filosoof dat kennis verkregen werd met behulp van het licht, en de zijnsleer daarvan houdt verband met het bestaan als een continuüm in plaats van een reeks categorieën en eigenschappen. De dingen veranderen constant, zodat begrippen er weinig grip op hebben, en daarom was goddelijke inspiratie of verlichting vereist om tot ware kennis te komen.
De materie geldt voor de denker als duister, omdat ze zelf geen licht is, maar slechts tot bestaan komt doordat het licht ontvangt. Vandaar dat dingen 'schermen' of 'filters' (barzach) zijn. Het aristotelische onderscheid van vorm en materie gaat hier niet op. Er zijn slechts gradaties van verhoudingen tussen licht en donker. De uiteindelijke bron van het licht is het Eerste Licht of het Licht der Lichten (noer al-anwaar), gebaseerd op het zoroastrisme, waaruit tien emanaties voortkomen als een continuüm, zoals de eerste schaduw oftewel de eerste hemelsfeer, enzovoort. De relatie daartussen wordt beschreven in termen van de Minnaar en de Beminde. Beïnvloed door Ibn Siena en het zoroastrisme duidde hij deze emanaties aan als engelen met soms zoroastrische namen. De laagste daarvan noemde hij Gabriël (Djibriel), het actieve intellect of de heilige geest. Daar komen de menselijke zielen uit voort.
In dit kader onderscheidde al-Sohrawardi vier kosmologische of ontologische domeinen, namelijk 1) de aalam al-anwaar al-qaahiera of de hoogste geestelijke wereld van het Eerste Licht, 2) de aalam al-anwaar al-moedabbiera of de wereld van de lichten die de hemelsferen met de sterren en planeten besturen, maar ook het lot van de mens, 3) de aalam al-baraazich of de lichamelijke, materiële wereld, en 4) aalam al-mithaal, de 'imaginaire' wereld waar wezens van licht en donker verblijven, de wereld die ervaren kan worden in openbaringen, visioenen en via verlichtingskennis. Het is in die vierde wereld, die buiten de waarneembare wereld staat, waar de mystieke steden Jabalqa, Jabarsa en Hurqalya zouden zijn te vinden, evenals oude wijsgeren, profeten en legendarische figuren. Deze wezens worden Beeldenmakers en Broeders van de Abstractie genoemd. Dit domein lijkt enigszins op de wereld van Plato's Ideeën.